# Jacht op een schat
De jacht op de schat is de zesde Kerstshow van Samson en Gert. De Samson en Gert Kerstshow is een jaarlijkse show die rond de periode van kerst wordt gespeeld en wordt uitgegeven door Studio 100. De show was te zien van 21 december 1996 tot  15 Februari 1997 in de Koningin Elisabethzaal in Antwerpen. De show wordt verzorgd met dans, zang en toneel. Zoals vaak in een kerstshow het geval is, is er één groot verhaal dat wordt opgedeeld in kleinere stukjes. Deze sketches worden aaneen gebreid  door Samson en Gert die hun eigen liedjes zingen.

## Rolverdeling
| Personage              | Acteur              |
| ---------------------- | ------------------- |
| Samson                 | Danny Verbiest      |
| Gert                   | Gert Verhulst       |
| Meneer de burgemeester | Walter de Donder    |
| Alberto Vermicelli     | Koen Crucke         |
| Jeannine De Bolle      | Ann Petersen        |
| Octaaf De Bolle        | Walter van de Velde |

## Verhaal
In het begin van de show vertellen onze vrienden wat ze dit jaar gaan doen. Alberto en De burgemeester vertellen dat zij gaan mee dansen met het ballet, maar ook Octaaf en mevrouw Jeannine dansen mee. Er volgt een ruzie en Gert stuurt hen van het podium. De directeur van het theater vraagt aan Octaaf en aan mevrouw Jeannine dat ze de zolder willen opruimen. Als beloning krijgen ze een grote taart. Alberto en de burgemeester vinden dat oneerlijk en willen ook een taart. Octaaf en mevrouw Jeannine vinden op de zolder een schatkaart, maar hun vrienden geloven hen niet. 

## Muziek
De muziek in de show werd verzorgd door de XL-band.
De liedjes die door Samson en Gert gezongen werden tijdens deze show, zijn:
- Ouverture
- De mooiste dag
- Kerstmedley:
  - De wijde wereld
  - Dan is het Kerstmis
  - Vrede
- Wij weten wat liefde is
- Joebadoebadoe
- Alles is op
- Wie gaat er mee
- In de disco
- Wij zijn bij de brandweer
- Mac Samson en Mac Gert
- Aap in huis
- 't is afgelopen:
  - Samen op de moto
  - Wij gaan naar de maan
  - De bel doet 't niet
  - Koud
  - Als je bang bent
  - Samsonlied
  - Samsonrock

## Links
- https://web.archive.org/web/20191011150455/https://www.studio100fan.eu/encyclopedie/Samson_%26_Gert_Kerstshow_1996-1997
- https://www.youtube.com